# Aubepierre-Ozouer-le-Repos
Aubepierre-Ozouer-le-Repos är en kommun i departementet Seine-et-Marne i regionen Île-de-France i norra Frankrike. Kommunen ligger i kantonen Mormant som tillhör arrondissementet Melun. År 2022 hade Aubepierre-Ozouer-le-Repos 965 invånare.

## Befolkningsutveckling
Antalet invånare i kommunen Aubepierre-Ozouer-le-Repos
| Referens: INSEE |